# Сражение у мыса Матапан
Сражение у мыса Матапан (англ. Battle of Cape Matapan, итал. Battaglia di Capo Matapan) — морское сражение, состоявшееся в период 27—29 марта 1941 года на Средиземноморском театре военных действий Второй мировой войны между итальянским флотом под командованием адмирала Анджело Якино и Средиземноморским флотом Великобритании под командованием адмирала Эндрю Каннингема.
Благодаря своевременной расшифровке итальянского морского кода, британцы заранее узнали о планах итальянского командования, что позволило сосредоточить в районе боя превосходящие силы и одержать решительную победу: ценой потери одного самолёта британцы потопили три тяжёлых крейсера и два эсминца. Боевые возможности итальянцев на Средиземном море были в корне подорваны, что в дальнейшем обеспечило успех союзников в Африке.

## Планы сторон
В начале марта 1941 года немцы начали интенсивную подготовку ко вторжению в Грецию. Для обеспечения успеха этой операции от итальянского флота требовалось нанести несколько ударов по британскому судоходству между Египтом и Грецией, чтобы помешать перевозке англичанами снабжения для своих войск. Основные пути англичан, по которым поступало снабжение, проходили южнее и восточнее Крита. Британия, со своей стороны, планировала отправить в Грецию морем  группировку австралийцев и новозеландцев, известную как группа Lustre. Таким образом, успех битвы за Грецию зависел от того, какая сторона будет контролировать Средиземное море.
Итальянский морской штаб спланировал операцию по нарушению британского судоходства в этом районе. Она представляла собой внезапный рейд крейсеров, поддержанных линкором «Витторио Венето», который 22 марта прибыл в Неаполь из Специи. Итальянскому флоту была обещана воздушная поддержка германского 10-го авиакорпуса, так как кораблям предстояло действовать в водах, находящихся под контролем британской авиации. 10-й авиакорпус должен был провести интенсивную разведку восточного и центрального Средиземноморья, совершить налёт на Мальту и перехватить самолёты, которые могли вылететь оттуда. Немцы также утверждали, что 16 марта германские торпедоносцы повредили два из трёх британских линкоров к востоку от Крита. Итальянские ВВС должны были обеспечивать воздушное прикрытие кораблей истребителями с Родоса в течение всего времени их нахождения в районе Крита.

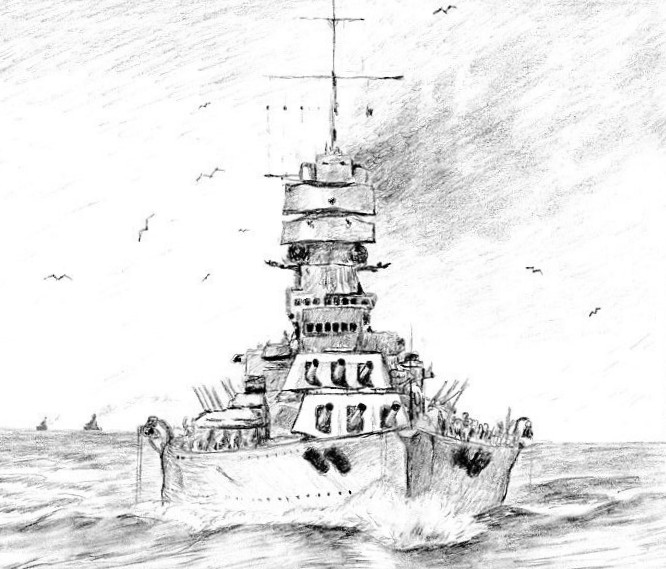
Линкор «Витторио Венето» в походе.

Вечером 26 марта итальянские корабли вышли в море.

## Роль разведки
В конце марта 1941 года, когда Средиземноморский флот Британии начал поддержку переброски войск в Грецию, криптографы из Блетчли-парка смогли расшифровать итальянский военно-морской код. Из первых же расшифрованных сообщений стало известно о выходе в море итальянского отряда в составе одного линкора, шести тяжёлых и двух лёгких крейсеров, а также эсминцев с целью атаки британских конвоев, направлявшихся в Грецию. Для маскировки источника сведений британцы усилили авиа-разведку в данном районе.
Чтобы обмануть бдительность итальянцев, командующий британским флотом адмирал Каннингем сделал вид, что собирается играть в гольф. Он отправился в гольф-клуб так, чтобы это заметил японский консул в Александрии. Затем под покровом ночи адмирал вернулся на свой флагман — линкор «Уорспайт».
В то же время германская разведка допустила серьёзный промах. Немцы ошибочно сообщили итальянцам, что Средиземноморский флот имел лишь один линкор, а авианосцев не было вовсе. На самом деле у англичан было три линкора, а повреждённый ранее авианосец «Илластриес» был заменён на исправный — «Формидебл».
Вечером 27 марта, после наступления темноты, британский флот вышел из Александрии.

## Состав сил
| Итальянский флот | Королевский флот |
| --- | --- |
| линкор Витторио Венето (флагман соединения, командующий адмирал Анджело Якино ) 13-я флотилия эсминцев Гранатьере Фучильере Берсальере Альпино 1-я дивизия крейсеров (командующий адмирал Карло Каттанео) тяжёлые крейсера: Зара (флагман дивизии ) Пола Фиуме 9-я флотилия эсминцев Альфиери Кардуччи Ориани Джоберти 3-я дивизия крейсеров (командующий адмирал Луиджи Сансонетти) тяжёлые крейсера: Триесте (флагман дивизии ) Тренто Больцано 12-я флотилия эсминцев Корациере Карабинере Аскари 8-я дивизия крейсеров (командующий адмирал Антонио Леньяни) лёгкие крейсера: Абруцци (флагман дивизии ) Гарибальди 16-я флотилия эсминцев Да Рекко Пессанньо | Соединение А линкоры: Уорспайт (флагман соединения, командующий адмирал Эндрю Каннингем ) Барэм Вэлиент авианосец Формидебл 10-я флотилия эсминцев (командующий Хек Уоллер) Стюарт Грейхаунд Гриффин Хэйвок Хотспур 14-я флотилия эсминцев (командующий Филип Мэк) Джервис Янус Мохаук Нубиэн Соединение В (командующий адмирал Генри Придхэм-Уиппел) лёгкие крейсера: Орион (флагман соединения ) Аякс Перт Глостер 2-я флотилия эсминцев Айлекс Хэсти Хируорд Вендетта Соединение D эсминцы: Джуно Ягуар Дефендер |

## Бой у Гавдоса
Согласно итальянскому плану, 1-я и 8-я дивизии крейсеров должны были выдвинуться в Эгейское море до крайней восточной точки Крита. После этого им следовало повернуть на обратный курс и соединиться с «Витторио Венето» в 90 милях к юго-востоку от Наварина и далее возвращаться в базы. Тем временем, «Витторио Венето» и 3-я дивизия крейсеров должны были выйти в точку в 20 милях южнее острова Гавдос у южного побережья Крита. Если не будет установлен контакт с неприятелем, им следовало лечь на обратный курс.
27 марта в 12:20 крейсер «Триесте» сообщил о замеченном британском гидросамолёте «Сандерленд», в течение получаса кружившем поодаль. Его радиопередача была перехвачена и расшифрована, самолёт из-за плохой видимости заметил только 3-ю дивизию крейсеров и не заметил линкора и остальных дивизий крейсеров, следовавших позади. Итальянцы уже не могли рассчитывать на эффект внезапности, тем не менее операция была продолжена по плану.
27 марта в море южнее Крита находился только один британский конвой, который следовал в Пирей. Ему было приказано двигаться прежним курсом, но с наступлением темноты повернуть назад. Обратный конвой из Пирея получил приказ задержаться с выходом.
После контакта с «Сандерлендом» итальянский штаб отдал приказ 1-й и 8-й дивизиям крейсеров не заходить в Эгейское море, а двигаться на соединение с линкором и 3-й дивизией и дальше действовать совместно, так как никакой информации о передвижениях противника к тому времени не было.
Соединению британского вице-адмирала Придхэм-Уиппела находившемуся в Эгейском море было приказано к рассвету 28 марта выйти в точку южнее Гавдоса, где как раз в это же время должен был появиться «Витторио Венето». Он также шёл к намеченной точке у Гавдоса, в 10 милях впереди него находилась 3-я дивизия, а 1-я и 8-я дивизии располагались в 15 милях слева по корме. Около 6:00 «Витторио Венето» и «Больцано» отправили в полёт свои разведывательные самолёты и через полчаса самолёт с линкора заметил 4 британских крейсера и 4 эсминца в 50 милях юго-восточнее итальянского соединения.
В 7:58 3-я дивизия заметила британские корабли, которые были опознаны как лёгкие крейсера «Орион», «Аякс», «Перт», «Глостер» и 4 эсминца. Крейсера адмирала Сансонетти пошли на сближение и в 8:12 с дистанции около 25000 метров открыли огонь. Лёгкие крейсера Придхэм-Уиппела находились примерно в 90 милях от британских линкоров и авианосца, о присутствии которых адмирал Якино по прежнему не подозревал. Придхэм-Уиппел предпринял отход, пытаясь привести итальянские крейсера ближе к своим линкорам и авианосцу. Итальянские крейсера сосредоточили огонь на «Глостере», их стрельба была достаточно точной, вынуждая британский крейсер идти зигзагом. Около 8:55 итальянские крейсера прекратили огонь и повернули на запад, Придхэм-Уиппел повернул следом за ними, чтобы сохранить контакт. Около 11:00 на севере был замечен итальянский линкор, который немедленно открыл по лёгким крейсерам точный огонь с дистанции около 16 миль и британские крейсера отвернули прочь под прикрытием дымовой завесы.
В 11:15 «Витторио Венето» был атакован 6 самолётами — торпедоносцами с авианосца «Формидебл», отправленными для прикрытия крейсеров Придхэм-Уиппела, попавших в сложную ситуацию. Встретив сильный зенитный огонь, торпедоносцы сбросили свои торпеды на расстоянии около 2000 метров от цели и линкор успешно уклонился от них. Пилоты доложили Каннингему, что добились одного достоверного попадания и ещё одного вероятного. Воздушная атака помогла английским лёгким крейсерам без потерь уйти от ударов итальянских кораблей.

## Воздушные атаки
Около 11.30 Якино, так и не дождавшись обещанного истребительного прикрытия и не обнаружив вражеских конвоев, отдал приказ взять курс на Таранто. Итальянское соединение начало отход. Эскадру практически постоянно сопровождали британские разведывательные самолёты. В 12.07 атаке торпедоносцев подверглась 3-я дивизия крейсеров, но попаданий не получила. В это время итальянское соединение находилось в 60 милях от британского, которое было более тихоходным, но Каннингем рассчитывал догнать и уничтожить крейсера или линкор противника в случае их повреждения самолётами-торпедоносцами.

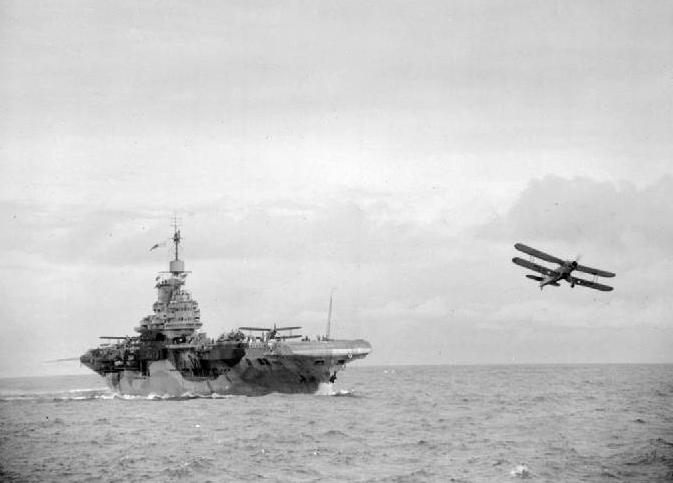
Самолет «Альбакор» поднимается с палубы авианосца «Формидебл».

В 15.20 «Витторио Венето» подвергся комбинированной атаке торпедоносцев и бомбардировщиков «Альбакор», которые применили новую тактику: сначала появились бомбардировщики и отвлекли внимание зенитчиков, сразу после этого корабль с кормы на очень низкой высоте атаковали 3 торпедоносца. Эти самолёты одновременно изменили курс и сбросили торпеды с трёх различных направлений. Один самолёт был сбит, но линкор не смог уклониться от всех трёх торпед, сброшенных с короткой дистанции. Одна торпеда попала в левый борт корабля в районе винтов. Некоторое время линкор не мог двигаться, через пробоину поступило около 4 тыс. тонн воды, но вскоре корабль смог дать ход. Используя только винты правого борта, линкор развил скорость 10 узлов, но постепенно увеличил её и превысил 20 узлов. Всё это происходило на расстоянии 420 миль от Таранто.
Ожидая, что воздушные атаки англичан будут продолжаться до захода солнца, Якино отправил 8-ю дивизию в Таранто, а остальные силы перестроил в своеобразный походный ордер вокруг повреждённого линкора. «Витторио Венето» находился в центре, справа шла колонной 1-я дивизия крейсеров, слева — крейсера 3-й дивизии, крайние колонны образовали эсминцы.
В 17.45 линкор «Уорспайт» поднял свой самолёт-разведчик с опытным офицером-наблюдателем на борту, который сообщил, что «Витторио Венето» находится в 45 милях от «Уорспайта» и движется на запад со скоростью 15 узлов в плотном окружении крейсеров и эсминцев.
В 18.23 над итальянскими кораблями появились 9 самолётов противника, которые держались вне радиуса действия зенитных орудий и пошли в атаку с наступлением темноты в 19.20. Атака продолжалась 20 минут, крейсер «Пола» получил попадание торпедой и потерял ход.
Тем временем итальянский морской штаб информировал Якино о том, что по данным радиопеленгации в 17.45 какие-то британские корабли находились в 75 милях от теперешней позиции «Витторио Венето». Итальянский адмирал решил, что это крейсера, с которыми он провёл бой утром, или патрульные английские эсминцы.

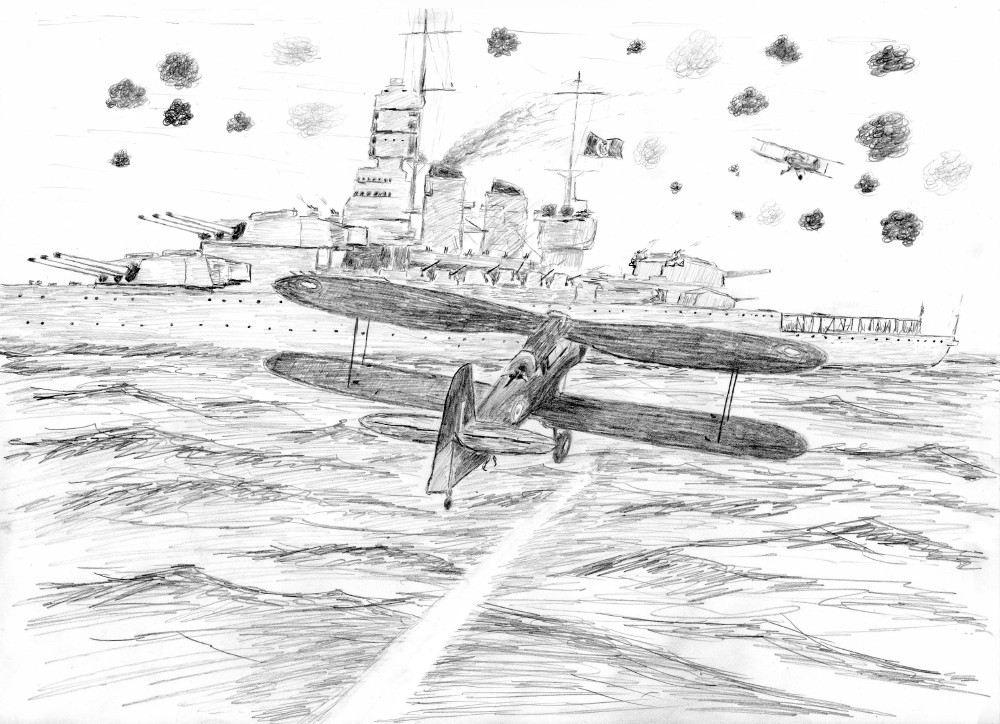
Торпедоносцы «Альбакор» атакуют линкор «Витторио Венето».

## Гибель 1-й дивизии крейсеров
После проведённой серии воздушных атак адмирал Каннингем знал о повреждении итальянского линкора. Появилась возможность догнать и уничтожить «Витторио Венето». Английский командующий принял решение преследовать отходящий итальянский флот в наступающей темноте, лёгкие крейсера вице-адмирала Придхэм-Уиппела получили приказ идти на полной скорости, чтобы установить визуальный контакт с неприятелем. Было создано соединение из 8 эсминцев для нанесения удара по повреждённому итальянскому кораблю.
В 20:18 Якино приказал 1-й дивизии адмирала Каттанео, к которой принадлежал «Пола», развернуться и идти на помощь поврежденному крейсеру. Каттанео, не подозревая о близком присутствии британских линкоров, выбрал строй колонны, причем эсминцы двигались в её конце.
В 20:32 крейсер «Аякс» с помощью радара обнаружил в темноте неподвижную «Полу». Придхэм-Уиппел, считая что это линкор, приказал эсминцам торпедировать его, а сам со своими крейсерами отправился на поиски остальных итальянских кораблей. Но эсминцы из-за неполадок со связью не вышли в атаку и продолжили движение на север, что стало роковым для итальянцев, так как атака «Полы» была бы замечена на кораблях 1-й дивизии.
Корабли Каттанео подошли к «Поле» одновременно с линкорами Каннингема. В 22:25 на «Уорспайте» с помощью радара обнаружили итальянские крейсера, идущие колонной, в это время с неподвижной «Полы» взлетела красная ракета, что должно было облегчить её обнаружение своими кораблями. Итальянцы всё внимание обратили туда, не подозревая о присутствии британских кораблей, которые шли почти параллельным курсом с другого борта. В 22:28 британский эсминец «Грейхаунд», находившийся к итальянцам ближе всех, осветил прожектором крейсера Каттанео, это же сделали остальные британские корабли. Итальянцы были захвачены врасплох, орудия на их кораблях находились в походном положении. Все три британских линкора открыли огонь из своих 381-мм орудий по крейсерам почти в упор. «Зара» и «Фиуме» в считанные минуты превратились в пылающие руины, охваченные пламенем от носа до кормы. Сделав по ним ещё несколько залпов, британские линкоры повернули вправо, уклоняясь от торпед итальянских эсминцев, которые вышли в атаку. Последовала свалка итальянских и британских эсминцев, во время которой англичане едва не пострадали от огня своих же кораблей.
Крейсер «Фиуме» получил большой крен, пожары на нём вышли из под контроля, и командир отдал приказ покинуть корабль, который затонул в 23:15. На «Заре» также был отдан приказ покинуть корабль, и в 00.30 он взорвался. Адмирал Каттанео и командир «Зары» погибли вместе с кораблём. Эсминцы «Альфиери» и «Кардуччи» получили тяжёлые повреждения и также затонули. Удалось уйти эсминцам «Ориани» (получил попадание и на одной машине вышел из под обстрела) и «Джоберти» (замыкал строй и избежал повреждений).
Около 23:00 адмирал Каннигем, опасаясь возможных атак итальянских эсминцев, отдал приказ всем силам, не занятым уничтожением неприятеля, отходить на северо-восток. Позже в своих воспоминаниях он признал, что этот приказ «был плохо продуман», так как соединение Придхэм-Уиппела также выполнило его, прекратив попытки установить контакт с «Витторио Венето», тем самым дав ему возможность уйти.
В 0:20 эсминец «Хэйвок» обнаружил дрейфующий крейсер «Пола» и, приняв его за линкор, сообщил координаты корабля остальным эсминцам. Однако через час он исправил своё донесение, передав, что обнаружил не линкор, а тяжёлый крейсер. Вскоре к «Хэйвоку» присоединились «Грейхаунд» и «Гриффин», затем к борту «Полы» подошёл эсминец «Джервис». Корабль находился в небоеспособном состоянии, по словам англичан, на крейсере не было «и тени порядка и дисциплины», на полубаке собралась «пьяная толпа», палуба была «завалена личными вещами и бутылками» (эти утверждения англичан позднее опровергались итальянцами и были названы «британской пропагандой»). «Джервис» снял с «Полы» 258 человек, в том числе командира, позднее крейсер был потоплен двумя торпедами.
На рассвете с авианосца «Формидебл» поднялись самолёты-разведчики, дополнительные самолёты вылетели из Греции и с Крита, но они не обнаружили на западе ушедшие итальянские корабли.
На месте боя остались десятки спасательных плотиков, набитых спасшимися с потопленных кораблей, покрытое слоем нефти море было усыпано обломками и плавающими телами. Британские эсминцы занимались спасением уцелевших, но операция была прервана появлением в небе нескольких немецких самолётов «Ю-88», англичане начали отходить на восток, бросив в воде сотни итальянцев. Каннингем передал открытым текстом в итальянский морской штаб координаты места боя. Подошедшим итальянским госпитальным судном «Градиска» было спасено 160 человек.

## Итоги боя
Итальянский флот потерпел при Матапане сокрушительное поражение, потеряв сразу 3 тяжёлых крейсера и 2 эсминца. Делая ставку на линкоры и крейсера как главную ударную силу флота и недооценивая роль авианосцев, итальянское командование поставило себя в заведомо проигрышное положение. После этого поражения стало очевидным, что только имея в своём составе авианосцы, флот может получить надлежащую воздушную поддержку в современной войне. Итальянское военное руководство приняло запоздалое решение о создании собственных авианосцев, которые итальянцы до выхода Италии из войны так и не успели построить и ввести в строй.
Итальянский флот оказался не готов к ведению боя в ночных условиях, тогда как в британском флоте учения по ночному бою были регулярными. Англичане к началу войны уже освоили радар и установили его на боевых кораблях, что давало им серьёзное преимущество над итальянским флотом.
Низкий уровень взаимодействия флота и авиации, неэффективность авиационной разведки итальянцев также стали одной из причин поражения при Матапане. Адмирал Якино так и не дождался обещанной воздушной поддержки, был вынужден действовать на протяжении всего сражения практически вслепую. В итоге он принял роковое решение отправить на помощь повреждённой «Поле» 2 крейсера и 4 эсминца, не подозревая о близком присутствии британских линкоров и недооценив умение британцев действовать в ночных условиях.
Победа при Матапане наглядно продемонстрировало большое превосходство британского Средиземноморского флота над военно-морскими силами Италии, которые так и не оправились от этого поражения до конца войны.